# Yelbes
Yelbes es una pedanía del municipio español de Medellín, perteneciente a la provincia de Badajoz (comunidad autónoma de Extremadura).

## Situación
Se sitúa cerca de Santa Amalia y Medellín. Pertenece a la comarca de Vegas Altas y al Partido judicial de Don Benito.

## Patrimonio
Iglesia parroquial católica del Sagrado Corazón de Jesús, en la Archidiócesis de Mérida-Badajoz, Diócesis de Plasencia, arciprestazgo de Don Benito.